# Mistrzostwa Europy w Wioślarstwie 2010 – dwójka podwójna wagi lekkiej mężczyzn
Dwójka podwójna wagi lekkiej mężczyzn (LM2x) – konkurencja rozgrywana podczas Mistrzostw Europy w Wioślarstwie 2010 w Montemor-o-Velho między 10 a 12 września.

## Harmonogram konkurencji
| Wydarzenie                  | Runda         |
| --------------------------- | ------------- |
| Piątek, 10 września 2010    | Eliminacje    |
| Sobota, 11 września 2010    | Repasaże      |
| Sobota, 11 września 2010    | Półfinały C/D |
| Sobota, 11 września 2010    | Półfinały A/B |
| Sobota, 11 września 2010    | Finał B       |
| Sobota, 11 września 2010    | Finał A       |
| Niedziela, 12 września 2010 | Finał B       |
| Niedziela, 12 września 2010 | Finał A       |

## Medaliści
| Złoto                                    | Srebro                                 | Brąz                                      |
| Niemcy · Linus Lichtschlag · Lars Hartig | Portugalia · Pedro Fraga · Nuno Mendes | Francja · Jeremie Azou · Remi Di Girolamo |

## Wyniki

### Eliminacje
Reguła kwalifikacji: 1-2 → PA/B, 3.. → R

#### Eliminacje 1
| Miejsce | Zawodnik                                  | Kraj        | Czas    | Uwagi |
| ------- | ----------------------------------------- | ----------- | ------- | ----- |
| 1       | Linus Lichtschlag Lars Hartig             | Niemcy      | 6:31,15 | PA/B  |
| 2       | Matevž Malešič Jure Cvet                  | Słowenia    | 6:34,81 | PA/B  |
| 3       | Javid Afandiyev Ihor Chmara               | Azerbejdżan | 6:47,74 | R     |
| 4       | Joonas Petäjäniemi Juho-Pekka Petäjäniemi | Finlandia   | 6:57,74 | R     |
| 5       | Makar Sargsjan Sargis Gharabaghtsjan      | Armenia     | 7:14,16 | R     |

#### Eliminacje 2
| Miejsce | Zawodnik                              | Kraj       | Czas    | Uwagi |
| ------- | ------------------------------------- | ---------- | ------- | ----- |
| 1       | Pedro Fraga Nuno Mendes               | Portugalia | 6:21,71 | PA/B  |
| 2       | Jeremie Azou Remi Di Girolamo         | Francja    | 6:24,54 | PA/B  |
| 3       | Thijs Obreno Hannes Obreno            | Belgia     | 6:31,75 | R     |
| 4       | Petr Čabla Adam Kapa                  | Czechy     | 6:33,31 | R     |
| 5       | Bartłomiej Pawełczak Mariusz Stańczuk | Polska     | 6:35,73 | R     |

#### Eliminacje 3
| Miejsce | Zawodnik                          | Kraj     | Czas    | Uwagi |
| ------- | --------------------------------- | -------- | ------- | ----- |
| 1       | Lorenzo Bertini Elia Luini        | Włochy   | 6:28,64 | PA/B  |
| 2       | Joschka Hellmeier Florian Berg    | Austria  | 6:32,21 | PA/B  |
| 3       | Ljubomir Gospodinow Wasil Witanow | Bułgaria | 6:37,28 | R     |
| 4       | Róbert Rácz Tamás Varga           | Węgry    | 6:39,42 | R     |
| 5       | Peter Nørlem Andreas Rambøl       | Dania    | 6:44,68 | R     |

#### Eliminacje 4
| Miejsce | Zawodnik                           | Kraj     | Czas    | Uwagi |
| ------- | ---------------------------------- | -------- | ------- | ----- |
| 1       | Panagiotis Magdanis Ilias Pappas   | Grecja   | 6:26,73 | PA/B  |
| 2       | Kristoffer Brun Are Strandli       | Norwegia | 6:27,62 | PA/B  |
| 3       | Andriej Szewiel Iwan Kudriawcew    | Rosja    | 6:29,15 | R     |
| 4       | Dennis Bernhardsson Oskar Russberg | Szwecja  | 6:31,45 | R     |
| 5       | Niall Kenny Mark O'Donovan         | Irlandia | 6:34,70 | R     |

### Repasaże
Reguła kwalifikacji: 1-2 → PA/B, 3... → PC/D

#### Repasaże 1
| Miejsce | Zawodnik                             | Kraj        | Czas    | Uwagi |
| ------- | ------------------------------------ | ----------- | ------- | ----- |
| 1       | Róbert Rácz Tamás Varga              | Węgry       | 7:13,52 | PA/B  |
| 2       | Thijs Obreno Hannes Obreno           | Belgia      | 7:15,32 | PA/B  |
| 3       | Dennis Bernhardsson Oskar Russberg   | Szwecja     | 7:19,52 | PC/D  |
| 4       | Javid Afandiyev Ihor Chmara          | Azerbejdżan | 7:20,79 | PC/D  |
| 5       | Peter Nørlem Andreas Rambøl          | Dania       | 7:21,36 | PC/D  |
| 6       | Makar Sargsjan Sargis Gharabaghtsjan | Armenia     | BUW     | PC/D  |

#### Repasaże 2
| Miejsce | Zawodnik                                  | Kraj      | Czas    | Uwagi |
| ------- | ----------------------------------------- | --------- | ------- | ----- |
| 1       | Niall Kenny Mark O'Donovan                | Irlandia  | 7:12,11 | PA/B  |
| 2       | Petr Čabla Adam Kapa                      | Czechy    | 7:12,73 | PA/B  |
| 3       | Andriej Szewiel Iwan Kudriawcew           | Rosja     | 7:13,67 | PC/D  |
| 4       | Bartłomiej Pawełczak Mariusz Stańczuk     | Polska    | 7:16,57 | PC/D  |
| 5       | Ljubomir Gospodinow Wasil Witanow         | Bułgaria  | 7:29,05 | PC/D  |
| 6       | Joonas Petäjäniemi Juho-Pekka Petäjäniemi | Finlandia | 7:39,91 | PC/D  |

### Półfinały C/D
Reguła kwalifikacji: 1-3 → FC, 4... → FD

#### Półfinały C/D 1
| Miejsce | Zawodnik                                  | Kraj      | Czas    | Uwagi |
| ------- | ----------------------------------------- | --------- | ------- | ----- |
| 1       | Bartłomiej Pawełczak Mariusz Stańczuk     | Polska    | 6:50,26 | FC    |
| 2       | Peter Nørlem Andreas Rambøl               | Dania     | 6:53,58 | FC    |
| 3       | Dennis Bernhardsson Oskar Russberg        | Szwecja   | 6:58,43 | FC    |
| 4       | Joonas Petäjäniemi Juho-Pekka Petäjäniemi | Finlandia | 6:59,71 | FD    |

#### Półfinały C/D 2
| Miejsce | Zawodnik                             | Kraj        | Czas    | Uwagi |
| ------- | ------------------------------------ | ----------- | ------- | ----- |
| 1       | Andriej Szewiel Iwan Kudriawcew      | Rosja       | 7:12,14 | FC    |
| 2       | Javid Afandiyev Ihor Chmara          | Azerbejdżan | 7:16,30 | FC    |
| 3       | Ljubomir Gospodinow Wasil Witanow    | Bułgaria    | 7:24,03 | FC    |
| 4       | Makar Sargsjan Sargis Gharabaghtsjan | Armenia     | 7:28,40 | FD    |

### Półfinały A/B
Reguła kwalifikacji: 1-3 → FA, 4... → FB

#### Półfinały A/B 1
| Miejsce | Zawodnik                       | Kraj       | Czas    | Uwagi |
| ------- | ------------------------------ | ---------- | ------- | ----- |
| 1       | Pedro Fraga Nuno Mendes        | Portugalia | 6:36,16 | FA    |
| 2       | Linus Lichtschlag Lars Hartig  | Niemcy     | 6:38,98 | FA    |
| 3       | Joschka Hellmeier Florian Berg | Austria    | 6:41,57 | FA    |
| 4       | Petr Čabla Adam Kapa           | Czechy     | 6:48,02 | FB    |
| 5       | Kristoffer Brun Are Strandli   | Norwegia   | 6:48,30 | FB    |
| 6       | Róbert Rácz Tamás Varga        | Węgry      | 6:55,85 | FB    |

#### Półfinały A/B 2
| Miejsce | Zawodnik                         | Kraj     | Czas    | Uwagi |
| ------- | -------------------------------- | -------- | ------- | ----- |
| 1       | Lorenzo Bertini Elia Luini       | Włochy   | 6:33,85 | FA    |
| 2       | Jeremie Azou Remi Di Girolamo    | Francja  | 6:34,26 | FA    |
| 3       | Matevž Malešič Jure Cvet         | Słowenia | 6:35,76 | FA    |
| 4       | Panagiotis Magdanis Ilias Pappas | Grecja   | 6:40,49 | FB    |
| 5       | Niall Kenny Mark O'Donovan       | Irlandia | 6:45,20 | FB    |
| 6       | Thijs Obreno Hannes Obreno       | Belgia   | 6:48,92 | FB    |

### Finał D
| Miejsce | Zawodnik                                  | Kraj      | Czas    | Uwagi |
| ------- | ----------------------------------------- | --------- | ------- | ----- |
| 1       | Joonas Petäjäniemi Juho-Pekka Petäjäniemi | Finlandia | 7:02,69 |       |
| 2       | Makar Sargsjan Sargis Gharabaghtsjan      | Armenia   | 7:36,67 |       |

### Finał C
| Miejsce | Zawodnik                              | Kraj        | Czas    | Uwagi |
| ------- | ------------------------------------- | ----------- | ------- | ----- |
| 1       | Bartłomiej Pawełczak Mariusz Stańczuk | Polska      | 6:49,17 |       |
| 2       | Dennis Bernhardsson Oskar Russberg    | Szwecja     | 6:50,07 |       |
| 3       | Andriej Szewiel Iwan Kudriawcew       | Rosja       | 6:51,11 |       |
| 4       | Javid Afandiyev Ihor Chmara           | Azerbejdżan | 6:56,45 |       |
| 5       | Peter Nørlem Andreas Rambøl           | Dania       | 6:57,20 |       |
| 6       | Ljubomir Gospodinow Wasil Witanow     | Bułgaria    | 6:57,51 |       |

### Finał B
| Miejsce | Zawodnik                         | Kraj     | Czas    | Uwagi |
| ------- | -------------------------------- | -------- | ------- | ----- |
| 1       | Thijs Obreno Hannes Obreno       | Belgia   | 6:32,39 |       |
| 2       | Panagiotis Magdanis Ilias Pappas | Grecja   | 6:34,34 |       |
| 3       | Kristoffer Brun Are Strandli     | Norwegia | 6:34,80 |       |
| 4       | Niall Kenny Mark O'Donovan       | Irlandia | 6:39,46 |       |
| 5       | Róbert Rácz Tamás Varga          | Węgry    | 6:40,40 |       |
| 6       | Petr Čabla Adam Kapa             | Czechy   | 6:40,70 |       |

### Finał A
| Miejsce | Zawodnik                       | Kraj       | Czas    | Uwagi |
| ------- | ------------------------------ | ---------- | ------- | ----- |
|         | Linus Lichtschlag Lars Hartig  | Niemcy     | 6:21,46 |       |
|         | Pedro Fraga Nuno Mendes        | Portugalia | 6:22,50 |       |
|         | Jeremie Azou Remi Di Girolamo  | Francja    | 6:23,99 |       |
| 4       | Joschka Hellmeier Florian Berg | Austria    | 6:25,35 |       |
| 5       | Matevž Malešič Jure Cvet       | Słowenia   | 6:25,50 |       |
| 6       | Lorenzo Bertini Elia Luini     | Włochy     | 6:29,32 |       |